# Joyland
Joyland (جوائے لینڈ) és una pel·lícula dramàtica pakistanesa en llengües urdu i panjabi escrita i dirigida per Saim Sadiq en el seu debut com a director de llargmetratge. Els protagonistes són Ali Junejo, Rasti Farooq, Alina Khan, Sarwat Gilani, i Salmaan Peerzada. Se centra en la família Rana, el patriarca de la qual anhela el naixement d'un altre nen. S'ha doblat i subtitulat al català.
Es va estrenar al 75è Festival Internacional de Cinema de Canes el 23 de maig de 2022 a Un Certain Regard, on va competir per la Caméra d'Or. Joyland és la primera pel·lícula pakistanesa que s'estrena al
Festival Internacional de Cinema de Canes i va rebre una gran ovació després de la seva projecció, i també va guanyar el premi del jurat i la Palma Queer a la millor pel·lícula de temàtica LGBTQ, queer o feminista del festival.
La pel·lícula es va estrenar al Pakistan el 18 de novembre de 2022. Va ser seleccionada com a entrada pakistanesa per al Millor pel·lícula internacional als Premis Oscar de 2022.El 21 de desembre de 2022, es va convertir en la primera pel·lícula pakistanesa a ser seleccionada a la categoria.

## Sinopsi
Al centre de la ciutat de Lahore, un patriarca sever (Salmaan Peerzada) és el cap de la família Rana de classe mitjana, que inclou els seus dos fills, les nores i les quatre nétes. Vol que els seus fills li donin un net i obliga a la seva nora Mumtaz (Rasti Farooq) a deixar la seva feina després que Haider (Ali Junejo), el seu fill petit i el seu marit, trobin feina en un teatre de ball eròtic. Però tot canvia quan Haider s'enamora de Biba, una ballarina transgènere (Alina Khan).

## Repartiment
- Ali Junejo com a Haider
- Rasti Farooq com Mumtaz
- Alina Khan com a Biba[11]
- Sarwat Gilani com a Nucchi[12]
- Salmaan Peerzada com a Rana Amanullah
- Sohail Sameer com a Saleem
- Sania Saeed com a Fayyaz

## Estrena

### Projecció
La pel·lícula es va estrenar al 75è Festival Internacional de Cinema de Canes a la secció Un Certain Regard el 23 de maig de 2022. Film Constellation, una empresa de vendes del Regne Unit amb base a França ha assumit els drets internacionals de la pel·lícula, que es compartiran amb WME Independent per a la seva representació a Amèrica del Nord. French rights of the film were acquired by Condor.
La pel·lícula va ser convidada al Festival Internacional de Cinema de Toronto de 2022 a la secció 'Special Presentations' i es va projectar el 8 de setembre de 2022. També va arribar a la secció 'A Window on Asian Cinema' del 27è Festival Internacional de Cinema de Busan i fou projectada el 6 d’octubre de 2022. Més tard, al desembre, va ser convidat al 28è Festival Internacional de Cinema de Kolkata i es va projectar el 18 de desembre de 2022. El mateix mes, també va ser convidat a la secció 'Spotlight' del Festival de Cinema de Sundance que se celebrarà del 19 al 29 de gener de 2023.

### Als cinemes
La pel·lícula estava programada per ser estrenada al Pakistan el 18 de novembre de 2022. Tanmateix, el Ministeri d'Informació i Radiodifusió del Pakistan va prohibir el seu llançament al a compte de la Motion Picture Ordinance del 1979. Aquesta decisió es va revocar el 16 de novembre, obrint el camí per a les projeccions nacionals de la pel·lícula, després de censurar diverses escenes "eròtiques censurables".

## Controvèrsies
Malgrat l'aclamació de la crítica que va rebre Joyland i la junta de censura havia concedit a la pel·lícula un certificat de censura a l'agost, el govern del Pakistan va prohibir la seva estrena nacional al novembre. El Ministeri d'Informació i Radiodifusió del país va dir que havia rebut queixes per escrit sobre la pel·lícula. Després d'una campanya del partit de dretes del país Jamaat-e-Islami, un dels senadors del partit, el senador Mushtaq Ahmed Khan, va acusar la pel·lícula d'estar "en contra dels valors pakistanesos". A més, va afegir: "Donar glamur als transgèneres al Pakistan, així com les seves relacions amoroses, és un atac directe a les nostres creences".
La prohibició va ser rebuda amb dures crítiques, amb l'etiqueta #ReleaseJoyland fent voltes a les xarxes socials. En una publicació a Instagram, el director Saim Sadiq va escriure que ell i el seu equip van ser "deviscerats" per la prohibició i van dir que era "absolutament inconstitucional i il·legal". Alina Khan, l'actriu que interpreta a la protagonista de la pel·lícula, va dir: "No hi ha res contra l'Islam i no entenc com l'Islam pot posar-se en perill per simples pel·lícules". En una defensa escrita publicada a Variety, la guanyadora del Premi Nobel Malala Yousafzai, que també és productora executiva de la pel·lícula, va escriure: "Joyland també és (sic) una carta d'amor al Pakistan, a la seva cultura, menjar, moda i, sobretot, la seva gent. Què tràgic que una pel·lícula creada per i per a pakistanesos estigui ara prohibida a les nostres pantalles a causa de les afirmacions que no "representa la nostra forma de vida" o "retrata una imatge negativa del nostre país". El contrari és cert: la pel·lícula reflecteix la realitat per a milions de pakistanesos corrents, persones que anhelen llibertat i realització, persones que creen moments d'alegria cada dia per als qui estimen.
Un ajudant del primer ministre Shahbaz Sharif va dir a Associated Press que un comitè format per avaluar la pel·lícula va aprovar el seu llançament amb retallades menors. El 16 de novembre, la prohibició es va revocar, la qual cosa va permetre que la pel·lícula continués amb la seva data d'estrena original al Pakistan del 18 de novembre.
Continua prohibit a la província de Punjab.
Cal destacar que Joyland no es va projectar al Festival Internacional de Cinema de Kerala, un dels festivals de cinema més respectats de l'Índia. En un reportatge per a Firstpost, la periodista Anna M. M. Vetticad va revelar que la pel·lícula va ser rebutjada per la directora artística del festival, Deepika Suseelan. L'article cita a Suseelan que diu: "En realitat, hi ha tantes pel·lícules que tracten el mateix (sic), sobretot transgènere si traiem, ja saps que hi ha segments de lesbianes, gais, diferents (...) A mi personalment, em va agradar més  Paloma, i per mi, Joyland estava prenent massa temps". Vetticad va escriure: “És inexcusable (…) que un individu en una posició tan crítica consideri la seva opinió personal una raó suficient per rebutjar una pel·lícula d'aquest tipus malgrat la seva importància cultural i sociopolítica; no ser conscient d'aquesta importància i igualment desconèixer l'interès del públic malgrat les multituds que ha atret als festivals d'arreu del món."

## Recepció

### Resposta crítica
La pel·lícula va rebre un gran reconeixement de la crítica internacional. Va rebre una gran ovació a l'estrena al Festival de Canes. Al lloc web de l'agregador de ressenyes Rotten Tomatoes, el 100% de les 19 crítiques són positives, amb una valoració mitjana de 8,4/10. A Metacritic, té una puntuació mitjana ponderada de 76 sobre 100 basada en 7 crítics, que indica "crítiques generalment favorables".

#### Índia
Amb motiu de l'estrena a l'Índia de la pel·lícula, Anna M.M. Vetticad va escriure a Firstpost: "En aquests temps de divisió, val la pena reflexionar sobre els molts punts en comú entre els nostres dos països, inclosos els nostres defectes, tal com es reflecteix en aquesta crònica meravellosament sensible de l'amistat i l'amor, l'anhel i la solitud, la sexualitat, el desig, els rols de gènere forçats i la quotidianitat darrere de la qual prosperen els prejudicis, la repressió i l'opressió". Vetticad va afegir: "En contrast amb la cacofonia de la tirania i la persecució que acompanya el viatge d'Haider, Mumtaz i Biba, la pel·lícula... funciona tan bé com una simfonia en moviment."
Siddhant Adlakha d'IndieWire va qualificar la pel·lícula com a B+ i va escriure: "El marc es mou lentament, si ho fa, però sempre està ple d'energia física i emocional; sempre hi ha alguna cosa a l'èter, ja sigui encarnat per exhibicions de llum enlluernadores a mesura que els personatges es mouen per escenaris i pisos de clubs o per silencis impressionants."
A National Herald Namrata Joshi va escriure que la pel·lícula s'ha fet a partir del "poder de l'implícit". Joshi va elogiar el "repartiment virtuós", escrivint, "cada personatge, independentment de la seva estada a la pantalla, està impregnat d'una exhaustivitat rara i donat vida per una actuació meticulosa i sense esforç". Per concloure la seva ressenya, va declarar: "Joyland comença amb un naixement, un sentit d'esperança i possibilitat, però et deixa amb una tremenda sensació de pèrdua". A continuació, va mostrar el pathos de l'escriptura de la pel·lícula: "El cercle de la vida es comunica amb tendresa i equilibri per Sadiq que el fa doblement commovedor."
Anupama Chopra revisant la pel·lícula, va elogiar les actuacions de l'escriptura del conjunt, "Els actors - Ali Junejo, Salmaan Peerzada, Sarwat Gilani, Sania Saeed i Alina Khan - ofereixen actuacions emocionalment ressonants. " Chopra va concloure: "Amb poesia i malenconia permanent, Joyland crea un retrat commovedor d'una família escindida". Shubhra Gupta de The Indian Express va trobar Joyland "la primera entrada oficial del Pakistan, commovedora ..."

#### Internacional
Lovia Gyarkye de The Hollywood Reporter, en revisar la pel·lícula, la va descriure com una "saga familiar, una que [el director] Sadiq utilitza per observar com les normes de gènere restringeixen, i després asfixien, els individus". En el seu comentari final, Gyarkye va anomenar Joyland com "una consideració dolorosa del gènere i la sexualitat".
Anna Smith de Deadline Hollywood Daily a opinar que la pel·lícula "té un vívid sentit del lloc, creat no tant pel seu teló de fons geogràfic com pels seus personatges". Smith, concloent la seva ressenya, va escriure: "Joyland" segueix sent un drama reflexiu, ben interpretat i captivador ambientat en una cultura que està canviant, i no sempre amb facilitat."
Allan Hunter de Screen Daily va escriure: "El guió de Sadiq navega per una complexa xarxa de secrets i mentides, pressions i prejudicis per crear un drama humà amb ànima que intenta desafiar ments estretes". Hunter va opinar que "aquí no hi ha dolents reals més enllà d'una societat que imposa expectatives rígides sobre els individus i els gèneres", per la qual cosa, Hunter va creure que "l'alliberament té un alt preu a Joyland, especialment per a les dones", va pensar a més que "La pel·lícula atractiva i estimulant de Sadiq és plenament conscient dels sacrificis fets i de les lluites que encara hi ha per davant."
El crític de cinema Jason Gorber, que va fer una ressenya al festival de Canes, va apreciar la pel·lícula afirmant: "Espereu que sigui un avenç absolut des del Canes 2022 d'aquest any amb una enorme atenció internacional". Gorber va trobar la pel·lícula "Profunda i poderosa" i, a més, va afirmar: "El drama pakistanès fa capgirar totes les expectatives del cinema d'aquesta cultura sovint tancada, una que mira descaradament l'amor, la família, l'enyorança en les seves infinites formes.
Ryan Leston de Slash Film va puntuar la pel·lícula amb un 7 sobre 10 i va elogiar el director Saim Sadiq pel seu enfocament subtil a la pel·lícula. Leston va apreciar la pel·lícula anomenant-la "una pel·lícula meravellosa sobre l'enyorança i el desig amb un to malenconiós que simplement no esperes". La revisió final Leston va observar: "Joyland és una pel·lícula profundament commovedora que podria marcar la diferència."
Guy Lodge de Variety va trobar la pel·lícula "agrament divertida i profundament trista en la mateixa mesura" i va opinar que "com una història de desig transgènere en un país musulmà, la seva mateixa premissa la converteix en un trencador de fronteres". Agraint el director, Lodge va escriure: "Les impressions de debut de Sadiq amb la seva narració sensible i les seves imatges vibrants."
Per Davide Abbatescianni, de The New Arab, la pel·lícula "mereix amplis elogis, sobretot tenint en compte el context sociocultural problemàtic en què es va rodar". A més, "suscita preguntes importants sobre perseguir somnis i descobrir el nostre veritable jo".

### Premis
| Premi                                | Data de cerimònia      | Categoria                              | Receptor(s) | Resultat  | Ref(s)        |
| ------------------------------------ | ---------------------- | -------------------------------------- | ----------- | --------- | ------------- |
| Festival de Cinema de Canes          | 27 de maig de 2022     | Premi Un Certain Regard                | Saim Sadiq  | Nominat   | [ 45 ]        |
| Festival de Cinema de Canes          | 27 de maig de 2022     | Caméra d'Or                            | Saim Sadiq  | Nominat   | [ 45 ]        |
| Festival de Cinema de Canes          | 27 de maig de 2022     | Premi del Jurat Un Certain Regard      | Saim Sadiq  | Guanyador | [ 6 ]         |
| Festival de Cinema de Canes          | 27 de maig de 2022     | Palma Queer                            | Saim Sadiq  | Guanyador | [ 46 ]        |
| Festival de Cinema Indi de Melbourne | 16 d’agost de 2022     | Millor pel·lícula del subcontinent     | Joyland     | Guanyador | [ 47 ]        |
| Festival de Cinema de Londres        | 16 d’octubre de 2022   | Premi Sutherland                       | Joyland     | Nominat   | [ 48 ] [ 49 ] |
| Festival de Cinema de Londres        | 16 d’octubre de 2022   | Premi Sutherland Menció honorífica     | Joyland     | Guanyador | [ 48 ] [ 49 ] |
| Asia Pacific Screen Awards           | 11 de novembre de 2022 | Premi del Cinema Jove                  | Saim Sadiq  | Guanyador | [ 50 ]        |
| Premis Independent Spirit            | 4 de març de 2023]     | Millor pel·lícula internacional        | Joyland     | Pendent   | [ 51 ]        |
| Asian Film Awards                    | 12 de març de 2023     | Millor nou director                    | Saim Sadiq  | Pendent   | [ 52 ]        |
| Asian Film Festival Barcelona        | 5 de novembre de 2022  | Millor pel·lícula (Secció Discoveries) | Joyland     | Guanyador | [ 53 ]        |